# Terrine (keukengerei)

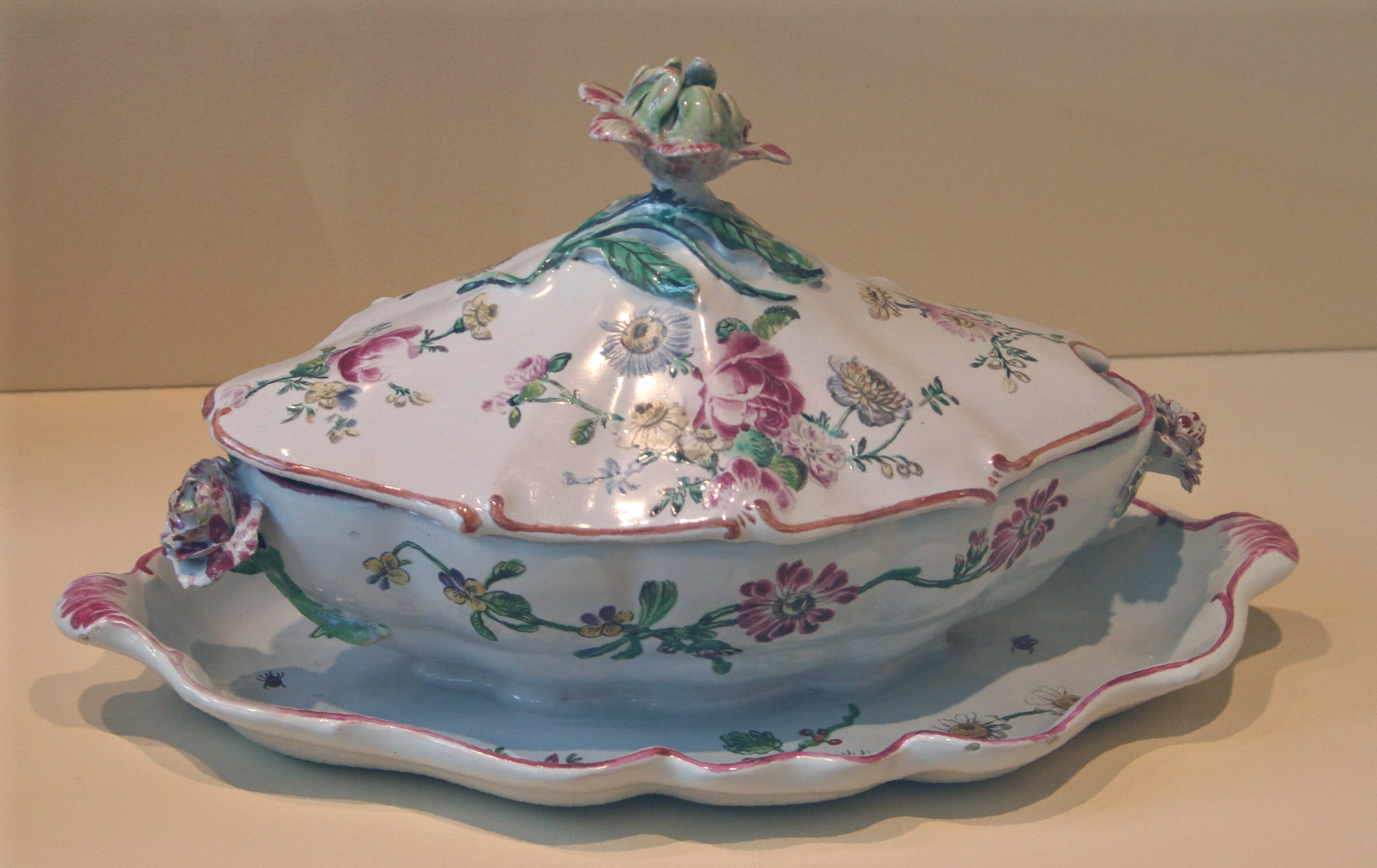
Terrine.

Een terrine is een geglazuurde schaal van keramiek. Terrines zijn bedoeld om het eten in op te dienen. De naam verwijst naar het Franse 'terre', aarde; oorspronkelijk was een terrine namelijk van aardewerk. Een terrine heeft rechtopstaande randen, een goed sluitend deksel en is meestal rond of ovaal. Terrines worden ook wel gemaakt van geëmailleerd gietijzer of gegoten aluminium en hebben soms een ingebouwd persmechanisme. Er bestaat ook een soepterrine. Dit is een grote, iets diepere, meestal ronde of ovale schaal die gebruikt wordt om soep of stoofpot uit te serveren.
'Terrine' is tevens de naam voor een gerecht dat in een terrine gemaakt is.